# Linz
Linz (pronunciació alemanya: [lɪnʦ] ( escolteu-ho)) és una ciutat estatutària i la tercera ciutat més gran d'Àustria i capital de l'estat Alta Àustria (Oberösterreich). És al centre nord d'Àustria, a una trentena de km al sud de la frontera txeca, a la riba del Danubi, el segon riu més llarg d'Europa, després del Volga.
El centre comercial de Linz es troba a la Landstraße. A l'esquerra del Danubi trobem la zona residencial d'Urfahr, i Kleinmünchen i Sankt Peter són les principals àrees industrials. Predomina la indústria metal·lúrgica i química.

## Història
La ciutat va ser fundada pels romans, que la varen anomenar Lèntia, encara que ja era un assentament celta anomenat Lentos. Durant l'època romana fou seu d'un prefecte de la Legió II Italica i d'un cos d'arquers a cavall. S'hi trobava el govern provincial i local de l'Imperi Romà, i era un important punt de trobada de diverses rutes comercials, entre els dos costats del riu Danubi, Polònia, els Balcans i Itàlia.
Va ser la ciutat més important de l'imperi a l'època de l'Emperador Frederic III d'Habsburg, ja que aquest hi va residir durant els últims anys de la seva vida. Després de la mort de l'emperador, en 1493, va perdre importància a favor de Praga i Viena.
Johannes Kepler va viure uns quants anys a Linz estudiant matemàtiques. Va descobrir la tercera llei del moviment planetari, el 1618.
El compositor Anton Bruckner va viure a Linz del 1855 al 1868. Va treballar d'organista a l'església de la ciutat.
Els pares d'Adolf Hitler estan enterrats a Leonding, un poble a prop de Linz.
Els anys anteriors a la Segona Guerra Mundial, i durant aquesta, Linz va créixer fins a convertir-se en una important zona industrial, on es fabricaven productes químics i acer per a la maquinària de guerra nazi.
Hitler considerava Linz com a la seva ciutat natal i volia convertir-la en el principal centre cultural del Tercer Reich. El Nibelungen Brücke és l'únic projecte arquitectònic de Hitler realitzat a Linz.
Els camps de Mauthausen-Gusen, un dels darrers camps de concentració nazis a ser alliberats, són a uns 25 km de Linz.
Després de la guerra, el riu Danubi va servir com a frontera entre els exèrcits rus i americà.

## Cultura
El compositor Wolfgang Amadeus Mozart hi va escriure la seva Simfonia núm. 36 el 1783.
Avui dia Linz gaudeix d'una gran vida artística i musical a la ciutat, finançada per la ciutat i l'estat d'Alta Àustria.
En l'Ars Electronica Center al costat del Danubi, en el districte Urfahr, podem trobar la primera cova 3D d'Europa. Cada any s'hi organitza el Festival Ars Electronica que atrau una gran quantitat d'artistes.
En el 2003, es va construir una nova i moderna galeria d'art anomenada Lentos. Està situada al sud del riu Danubi. L'edifici, de vidre, pot ser il·luminat des de l'interior durant la nit amb el blau, rosat, vermell i violeta.
El Brucknerhaus és la sala de concerts més important de Linz i està situada a uns 200 metres de la galeria Lentos. S'utilitza sovint per a concerts, balls i altres esdeveniments. L'Orquestra Bruckner és l'orquestra titular d'aquesta sala.
Entre el Museu d'Art Lentos i la Brucknerhaus, trobem la Donaulände, coneguda també com a Kulturmeile. Es tracta d'un parc, al costat del riu, utilitzat pels joves per a reunir-se i relaxar-se durant l'estiu. També s'utilitza per al Festival Ars Electrònica i per la Linz Fest.
Conjuntament amb Vílnius, capital de Lituània, el 2009 Linz va ser la Capital Europea de la Cultura.

## Fills il·lustres
- Franz Aspelmayr (1728-1886) compositor i violinista.